# Bajadwerguil
De Bajadwerguil (Glaucidium hoskinsii) is een vogel uit de familie van de uilen.

## Verspreiding en leefgebied
Deze soort is endemisch in de bergen van Baja California in Mexico.